# Cardamine gouldii
Cardamine gouldii är en korsblommig växtart som beskrevs av Al-shehbaz. Cardamine gouldii ingår i släktet bräsmor, och familjen korsblommiga växter. Inga underarter finns listade i Catalogue of Life.